# Luigi Marchesi
Luigi Marchesi (Milà (Llombardia), 8 d'agost, 1754 – Inzago (avui barri de Milà), 14 de desembre, 1829), fou un cantant castrat italià (soprano).

## Biografia
Va començar els seus estudis a Bolonya, i després es va incorporar al cor de la catedral de Milà el 1765. Va fer el seu debut operístic el 1774, a Roma, al Teatro delle Dame, en un paper femení, en una revival de La serva padrona de Giovanni Battista Pergolesi. L'any 1782 va cantar a Torí Il trionfo della pace de Bianchi, un compositor ara desconegut, amb un èxit enorme: esdevingué músic del rei de Sardenya, amb un sou de 1500 lires piemonteses i permís per anar a l'estranger durant 9 mesos a l'any. De fet, l'any 1785 Marchesi va arribar fins a Sant Petersburg, però, espantat pel clima massa dur, va tornar a Viena fins al 1788, després a Londres, on la seva fama va arribar al seu punt àlgid i va ser proclamat el millor cantant de la el seu temps. Un cronista de l'època, Lord Mount Edgcumbe, descriu així la impressió que va fer Marchesi a la capital anglesa:Plantilla:ItaL'any 1796 Marchesi es va negar a cantar per a Napoleó quan va entrar a Milà: per aquest gest va ser honrat com a heroi nacional pel públic, com va escriure Vernon Lee: "La societat italiana més frívola va xerrar, ballar, adorar a Marchesi, que fins i tot venia incitat per Alfieri per posar-se el casc i marxar contra l'invasor francès, encara que només sigui amb cant".
Marchesi també va cantar a la Ginevra di Scozia de Mayr per a la inauguració del "Teatre Nuovo" de Trieste (1801). La seva carrera va continuar fins a l'any 1806, quan es va retirar dels escenaris i es va traslladar a la seva vila d'Inzago, on va morir el 1829, encara que de tant en tant fins i tot després de la seva jubilació organitzava concerts privats, alguns amb finalitats benèfiques.
A més de la seva activitat com a cantant, Marchesi també va ser compositor: a Londres va publicar un volum d'Ariettes italianes i alguns solfeigs.
D'aspecte molt agradable, Marchesi era conegut per ser adorat per les dones. Durant la seva estada a Londres, Maria Cosway, dona del pintor Richard Cosway, va deixar el seu marit i els seus fills per seguir-lo per Europa durant anys. El 1791 va circular la notícia falsa que havia estat enverinat per un marit gelós.
Al mateix temps, el cantant era famós per les seves rabietes i el seu tarannà turbulent: per exemple, exigia que la seva entrada a l'escenari sempre tingués lloc, independentment de l'òpera o del personatge que interpretava, baixant per un turó, amb casc, amb plomes brillants i multicolors d'almenys un metre de llargada, amb un alegre so de trompetes i cantant la seva ària preferida, Mia Speranza, Io Pur Diritti, escrita expressament per a ell per Giuseppe Sarti; la rivalitat amb altres cantants també va assolir cotes molt acalorades, sobretot el 1790, a Venècia, amb la famosa soprano portuguesa Luísa Todi.
Francmaçó, va ser membre de la Lògia Milanesa "La Concòrdia".